# Neuraeschna mayoruna
Neuraeschna mayoruna – gatunek ważki z rodziny żagnicowatych (Aeshnidae).